# Biserica „Sfântul Ilie” din Albota de Sus
Biserica „Sfântul Ilie” este o biserică amplasată în Albota de Sus, raionul Taraclia, Republica Moldova. Este un monument arhitectural de importanță națională inclus în Registrul monumentelor Republicii Moldova ocrotite de stat cu nr. 361.1 (raionul Taraclia). Datează din 1935-1938.